# Wohn- und Wirtschaftsgebäude Im Sande 10
Das Wohn- und Wirtschaftsgebäude Im Sande 10, Ecke Am Diek im östlichen Dötlingen stammt vom späten 18. Jahrhundert.
Aktuell (2023) wird es als Wohnhaus genutzt.
Das Gebäude steht unter Denkmalschutz (siehe auch Liste der Baudenkmale in Dötlingen).

## Geschichte
Das eingeschossige traufständige Gebäude von 1788 (Inschrift im Giebelbalken) als Zweiständer-Hallenhaus in Fachwerk mit sichtbaren Steinausfachungen sowie mit reetgedecktem Krüppelwalmdach als Niedersachsengiebel mit Uhlenloch und niedersächsischen Pferdeköpfen wurde zu einem Wohnhaus umgebaut.
Das Landesdenkmalamt befand: „…  geschichtliche Bedeutung … für die Baugeschichte und für die Volkskunde …“